# Лернакерт
Лернакерт (прежнее название: Ширванджух) — село в Артикском районе Ширакской области Армении, в 28 км к юго-востоку от Гюмри. 15 июля 1948 года было переименовано в Лернакерт.

## Население
По результатам переписи населения Армении 2011 года постоянное население Лернакерта составляло 1412 человек, нынешнее — 1423. С момента основания в 1831 году все жители села были армянами. Некоторые из предков нынешних жителей мигрировали из сёл близ Алашкерта, Битлиса и Муша в 1915—1918 гг.
Изменение населения Лернакерта с течением времени
| Год         | 1831 | 1873 | 1897 | 1931 | 1970 | 1979 | 1989 | 2001 | 2011 |
| Численность | 320  | 1202 | 1602 | 1619 | 1466 | 1200 | 1329 | 1449 | 1412 |

## Экономика
Население, в основном, занимается молочным животноводством, выращиванием зерновых и кормовых культур.

## Исторические и культурные сооружения
В восточной части Лернакерта находится однонефная базилика V века. В юго-восточной части села в часовне размещены хачкары Погос-Петрос, в юго-юго-восточной части села расположены циклопические крепости «Вари Бёрд» и «Вери Бёрд» с поселениями вокруг них и древними гробницами.

## Галерея

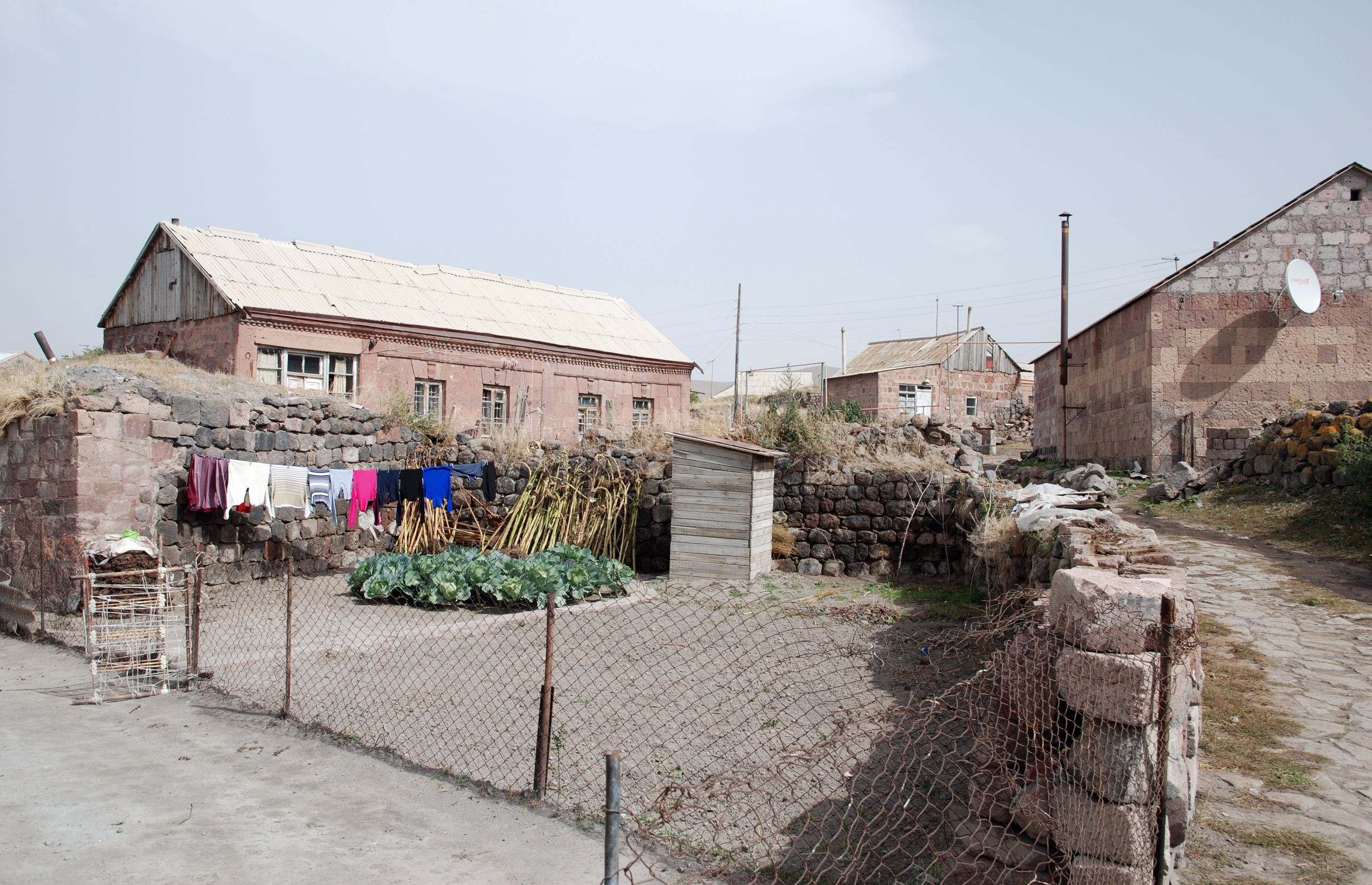
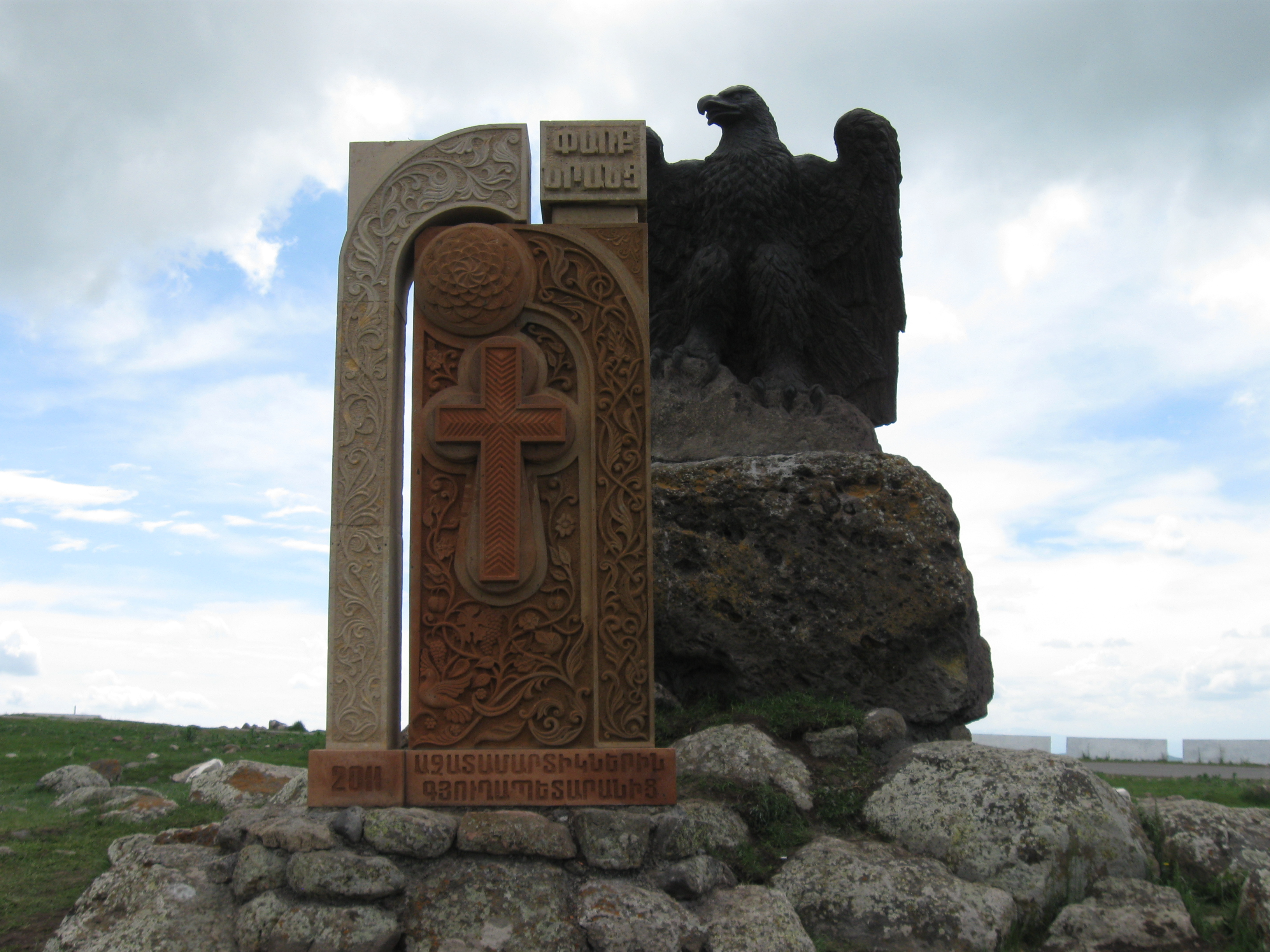
На въезде в село
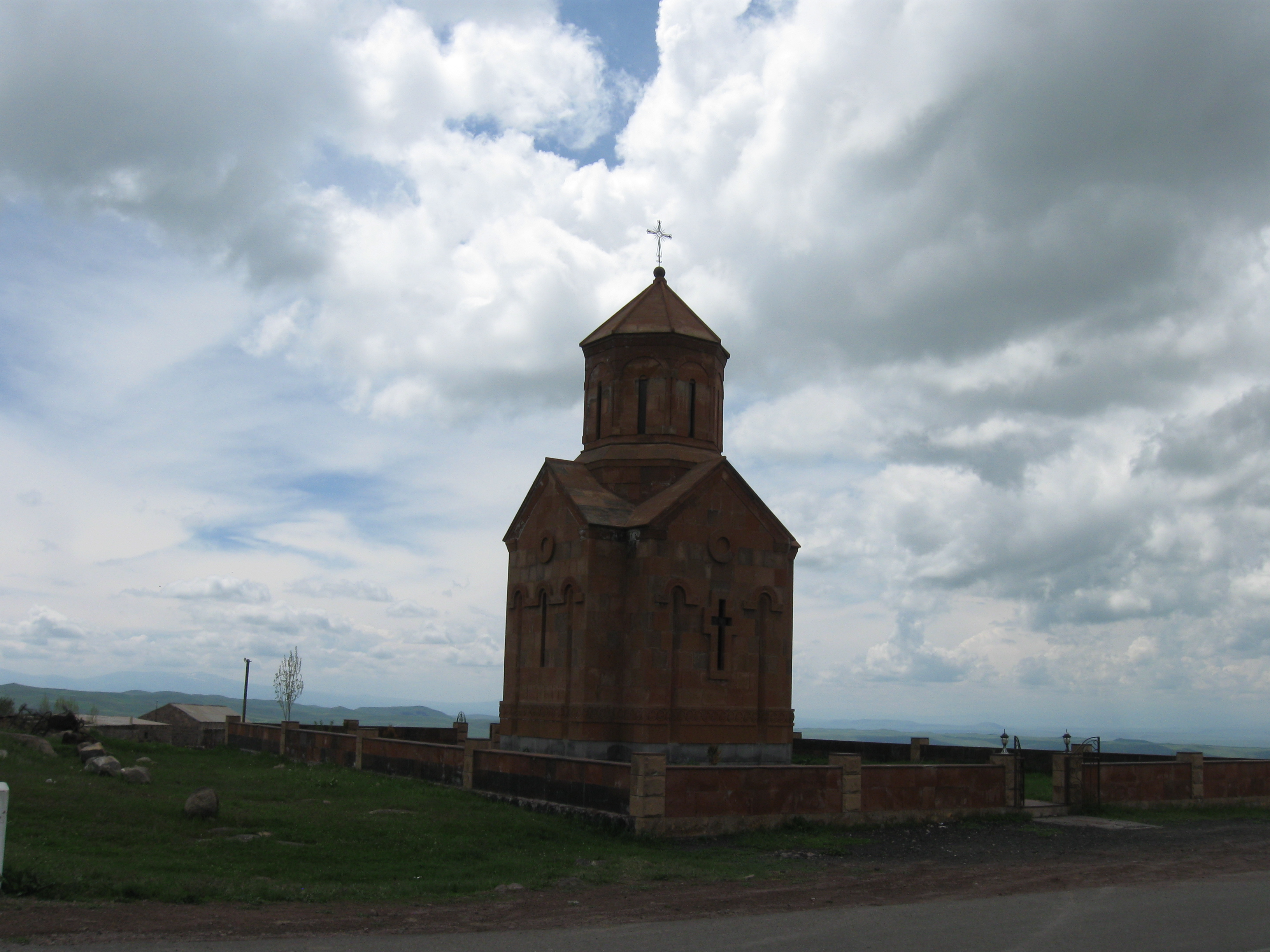
Лернакертская церковь
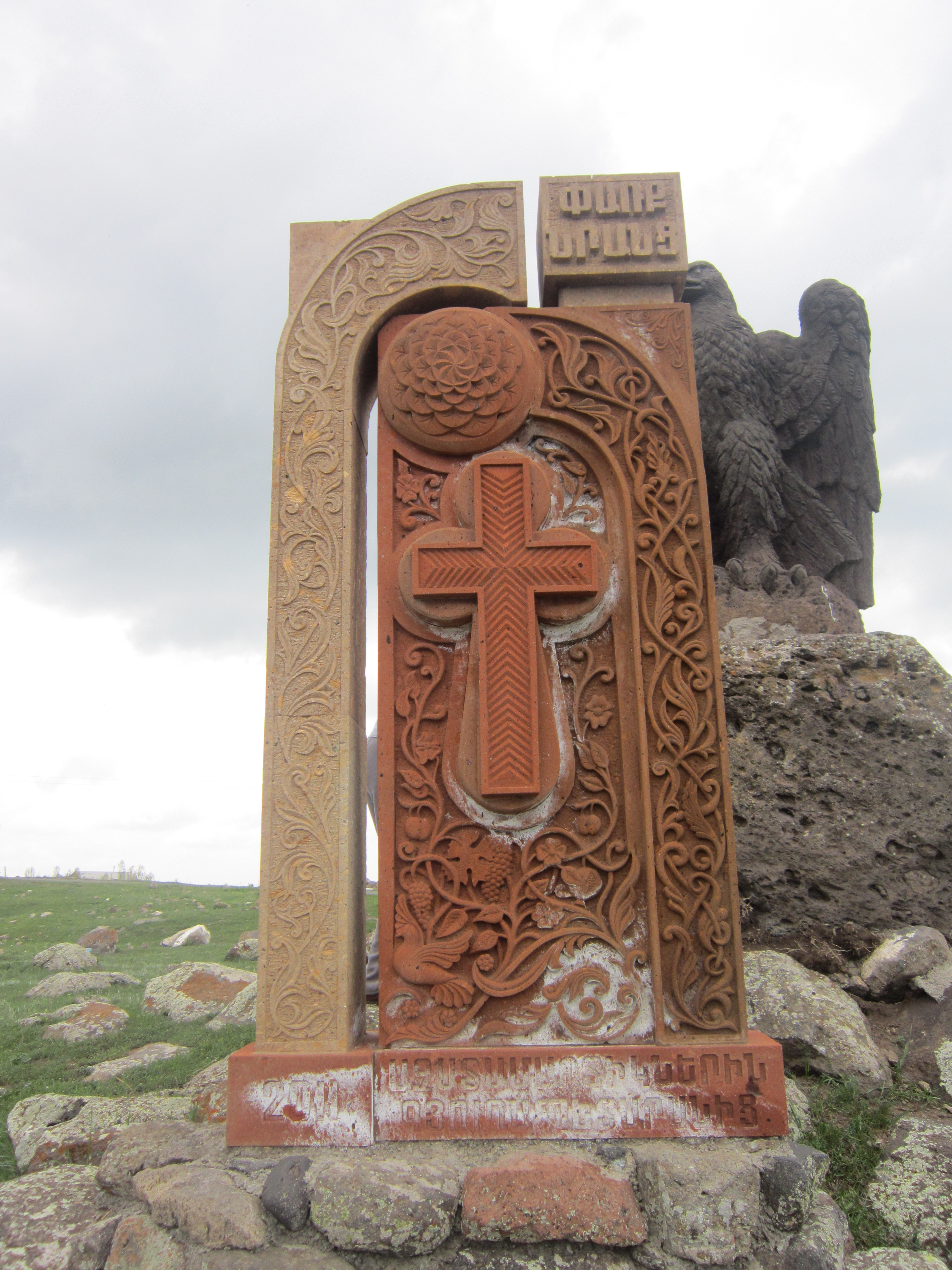
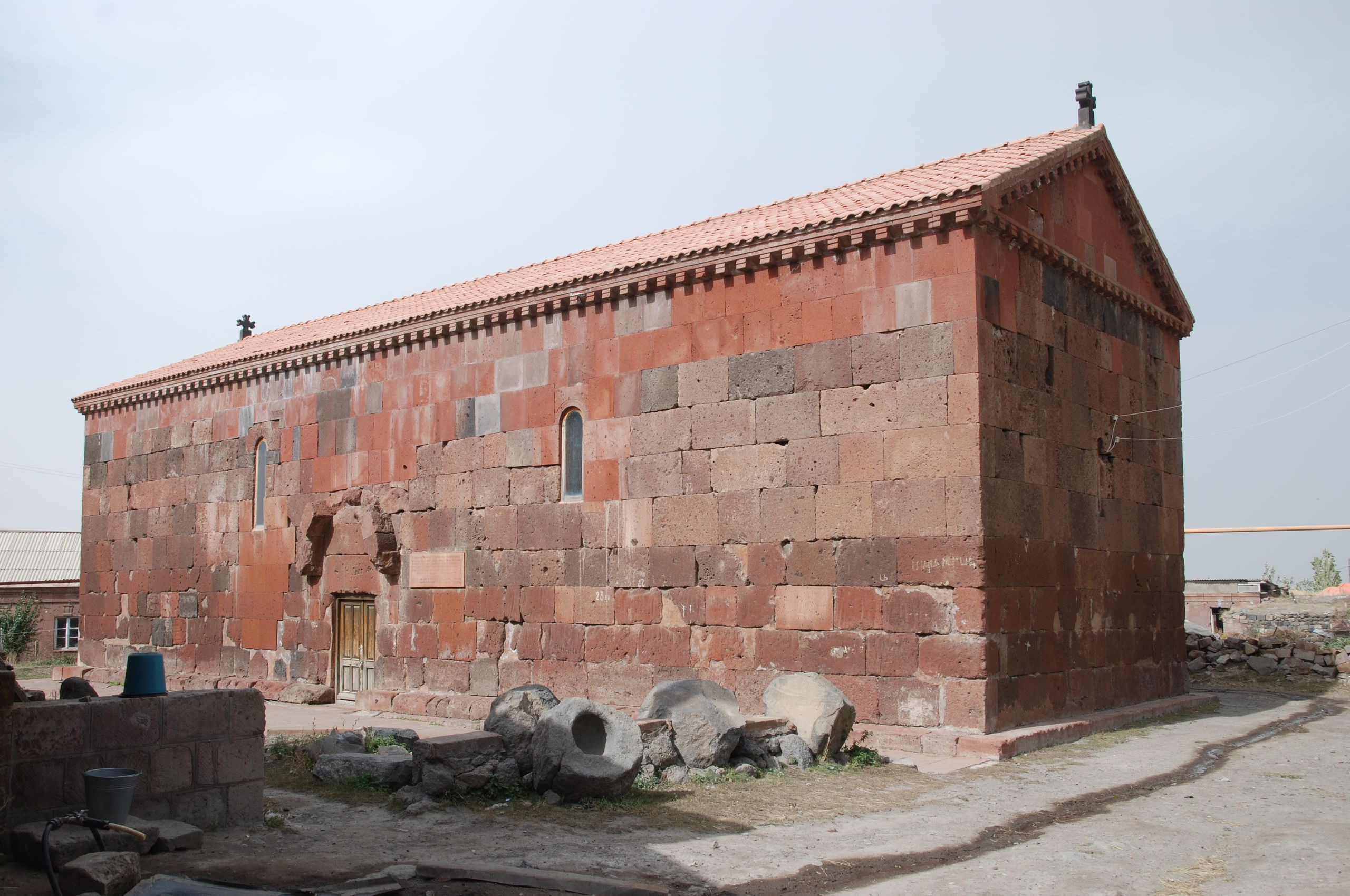
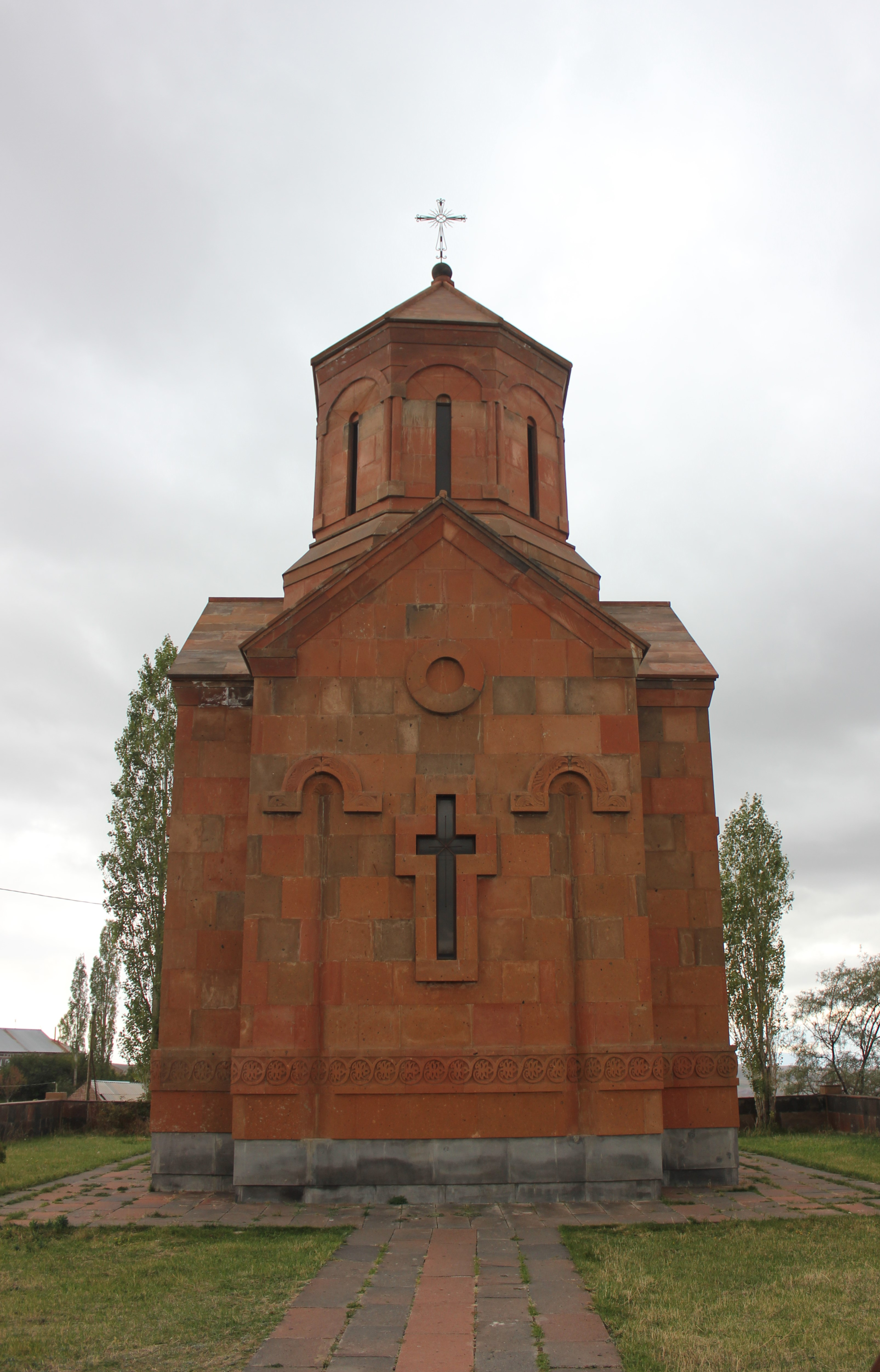